# Adolf Burgert
Adolf Burgert (* 20. April 1888 in Engelsberg, Bezirk Freudenthal; † 15. Februar 1952 in Delmenhorst) war ein deutscher Gewerkschafter und Politiker (SPD). Er war von 1931 bis 1933 Abgeordneter des Oldenburgischen Landtages und von 1947 bis 1952 Oberstadtdirektor der Stadt Delmenhorst.

## Leben
Der Sohn eines Webermeisters absolvierte nach dem Besuch der Volksschule eine Weber- und Spinnerlehre, besuchte die Fortbildungsschulen in Würbenthal und Ostritz und arbeitete bis 1919 als Weber und Spinner, zuletzt als Spinnmeister und Spinnereiaufseher. Von 1915 bis 1918 nahm er als Soldat am Ersten Weltkrieg teil. 1906 hatte sich Burgert der Gewerkschaft angeschlossen und ab 1919 war er als Angestellter für den Textilarbeiterverband in Delmenhorst tätig. Des Weiteren war er ab 1927 Vorsitzender des ADGB-Ortsausschusses sowie Mitglied des Verwaltungsausschusses des Arbeitsnachweises in Delmenhorst.
Burgert war von 1924 bis 1933 unbesoldeter Stadtrat in Delmenhorst. Er kandidierte 1930 im Wahlkreis 14 (Weser-Ems) für den Reichstag, konnte jedoch nicht ins Parlament einziehen. Am 21. April 1931 rückte er für den ausgeschiedenen Abgeordneten Eduard Schömer in den Oldenburgischen Landtag nach, dem er bis 1933 angehörte. Während seiner Parlamentszugehörigkeit war er ab 1931 Schriftführer des Landtags, von 1931 bis 1933 Mitglied des Petitionsausschusses und ab Mai 1933 Mitglied des Vertrauensmännerausschusses.
Nach der Machtübernahme der Nationalsozialisten wurde Burgert am 2. Mai 1933 in „Schutzhaft“ genommen. Er verlor kurz darauf seine Anstellung beim Textilverband, wurde aus Delmenhorst verwiesen und befand sich bis Dezember 1933 fast ununterbrochen in Haft. Noch vor dem Parteiverbot konnte mit Unterstützung der Delmenhorster SPD durch einen Notar eine von den Nationalsozialisten initiierte Anschuldigung zum Tatbestand der Unterschlagung abgewendet werden. Aufgrund seiner Herkunft als „Sudetendeutscher“ strebten die neuen Machthaber zudem seine Ausbürgerung an. Im August 1944 wurde Burgert im Zuge der „Aktion Gitter“ für zwei Wochen im Arbeitserziehungslager Farge bei Bremen festgesetzt.
Burgert nahm seine politische Tätigkeit nach dem Zweiten Weltkrieg wieder auf. Er war ab Mai 1945 stellvertretender Bürgermeister und von August bis November 1945 besoldeter Stadtrat in Delmenhorst. Von Dezember 1945 bis Mai 1947 war er zunächst Stadtdirektor, danach bis zu seinem Tod im Jahre 1952 Oberstadtdirektor.

## Ehrungen und Auszeichnungen
Die Delmenhorster Stadtvertretung würdigte seine Verdienste postum mit der Benennung einer Straße, den Adolf-Burgert-Weg.